# Pieve di Castoia
La pieve di Castoia è una chiesa dedicata a santa Maria Annunziata situata sull'omonimo colle che sovrasta l'abitato di Socchieve, ed è sede dell'omonima parrocchia compresa nella forania della Montagna all'interno dell'arcidiocesi di Udine.

## Storia
La prima chiesa di cui si abbia notizia sul colle di Castoia risale probabilmente al VI secolo: un piccolo edificio dedicato a Santo Stefano, costruito poiché la chiesa madre di Invillino era troppo lontana. Già un secolo dopo accanto a questa chiesa ne fu costruita un'altra, più piccola, dedicata a san Michele Arcangelo e probabilmente un cimitero. Attorno al IX o X secolo infine venne costruita sul colle una terza chiesa dedicata a santa Maria dell'Angelo che ebbe il titolo di pieve e perciò anche il suo fonte battesimale. Le tre chiese continuarono a esistere, con numerose ristrutturazioni, fino al 28 luglio 1700 quando un forte terremoto danneggiò tutte e tre gli edifici.
Fu allora deciso di ricostruire solamente la chiesa di Santa Maria che fu restaurata e ampliata raggiungendo le dimensioni attuali. Ulteriori modifiche furono appartate all'interno della chiesa alla metà dell'800. Nel 1940, in seguito ad un voto fatto dalla popolazione perché il signore li salvasse dalle "disgrazie" che si profilavano all'orizzonte, iniziarono i lavori per la realizzazione degli affreschi che adornano il soffitto della navata e il ciclo dei santi che decorano le pareti laterali (realizzati dal pittore Giovanni Moro, in vari punti firmati e datati). Infine per il giubileo del 2000, fu aperto un rosone, nella parete dell'abside che sovrasta l'altare maggiore, che rappresenta Cristo benedicente.

## Descrizione
La chiesa presenta tre navate ed un'abside quadrangolare. L'altare maggiore, risalente alla prima metà del Settecento, presenta al centro una tela, realizzata da Nicolò Grassi, raffigurante la "Madonna degli angeli" ed ai lati sono poste due statue marmoree raffiguranti la stessa Maria e l'Arcangelo Gabriele (entrambe datate 1836). Il fonte battesimale, forse quello originario della chiesa antica, si trova a fianco del portone principale, nella navata destra; è sormontato da una complessa protezione in legno intarsiato del secolo XIX che copre parzialmente un affresco raffigurante il battesimo di Gesù. Nella stessa navata si trovano un piccolo altare dedicato a san Francesco (che custodisce una statua lignea del XIX secolo raffigurante il santo di Assisi), una tela in cui è rappresentata la Madonna circondata dagli angeli (risalente al secolo XVII) e, sul fondo un altare recante un dipinto ottocentesco su tela raffigurante i santi Pietro, Michele e Antonio abate.
Nella navata di sinistra, partendo dall'ingresso principale si possono trovare un quadro del XIX secolo raffigurante san Giovanni Evangelista con le sante Lucia e Apollonia, un piccolo altare con la statua in pietra della vergine con il bambino e, sul fondo, un altare in cui è conservata una Madonna lignea del 1912 realizzata dallo scultore tirolese Ferdinando Demetz e tradizionalmente portata in processione durante la festa dell'Assunta.
Accanto alla pieve si trovano il campanile ed un cimitero in uso fino ai primi anni del XX secolo ed ancora parzialmente intatto. All'imbocco della stradina che porta alla pieve si trova invece una piccola edicola votiva (chiamata Maina in somp da Cleva) completamente affrescata da Gianfrancesco da Tolmezzo.